# المتحف الأثري بقفصة
المتحف الأثري بقفصة هو متحف تونسي، افتتح في 17 أغسطس 1990 ويقع في مدينة قفصة في المدينة العتيقة.

## المجموعات
يحتوي المتحف على القطع الأثرية المتأتية من مدينة قفصة ومن ضواحيها وبقية ولاية قفصة والتي ترجع أساسا للحضارة القبصية التي وجدت 5 آلاف سنة قبل الميلاد.

يوجد في المتحف أدوات مختلفة من الصوان والحجارة المنحوتة أو من العظام المنقوشة، كما تعرض تمثيلات إنسانية وحيوانية ومظاهر مادية لنوع من الحياة الروحية.

أما الجناح الثاني للمتحف فهو مخصص للمجموعات التي تعود إلى الفترة الرومانية. وتتضمن هذه المجموعات بالأساس مصنوعات مألوفة الاستعمال وحلي وقطع نقدية ومنحوتات وعناصر فسيفسائية.

يوجد أساسا لوحتين فسيفسائيتين في المتحف وهما: فينوس في الصيد  (Vénus à la pêche)، والألعاب الرياضية والقبضة (Jeux athlétiques et de pugilat) الذين يعتبرهم المعهد الوطني للتراث «ذوات قيمة استثنائية». هذه الأخيرة وجدت بعد عدة حفريات أقيمت في جهة الطلح قرب مدينة القطار التي تبعد حوالي 60 كم عن مدينة قفصة ويرجع تاريخها للقرن الرابع وتغطي مساحة 24.3 متر مربع، وتصور جميع مراحل ألعاب الركض والمصارعة.

## مقالات ذات صلة
- الموقع الأثري بقفصة

## روابط خارجية
- صفحة المتحف على موقع وكالة إحياء التراث والتنمية الثقافية.